# Вандо (остров)
Вандо́ (кор. 완도, 莞島) — остров Корейского архипелага, принадлежащий Республике Корея, у южного берега полуострова Корея, в Корейском проливе. Площадь 90,1 квадратных километров. Высшая точка — 644 метра. На острове находится уездный город Вандо (Вандо-ып). Относится к уезду Вандо в провинции Чолла-Намдо.
Вантовый мост Вандо (완도대교) соединяет остров с соседним островом Тальдо (달도), мост Намчхан (남창교) — остров Тальдо с уездом Хэнам на материке, мост Синджи (신지대교) — остров Вандо с островом Синджидо.
На соседнем острове Чандо расположен исторический парк Чхонхэджин, посвящённой «морской державе» Чан Бого, который в 828—851 гг. возглавлял одно из соединений флота государства Силла. Центр основанного Чан Бого Чхонхэджина и построенный на доходы от морской торговли храм Попхваса (법화사터), находились на острове Квандо. Чан Бого был верующим буддистом и охотно привечал у себя не только силласких, но и японских и китайских монахов. В названии острова Вандо иероглиф «ван» (莞) означает камыш Табернемонтана, тот вид камыша, из которого силлаские мореходы изготавливали паруса. Видимо, изобилие материала для парусов на острове было одним из факторов, привлекших к нему внимание Чан Бого.

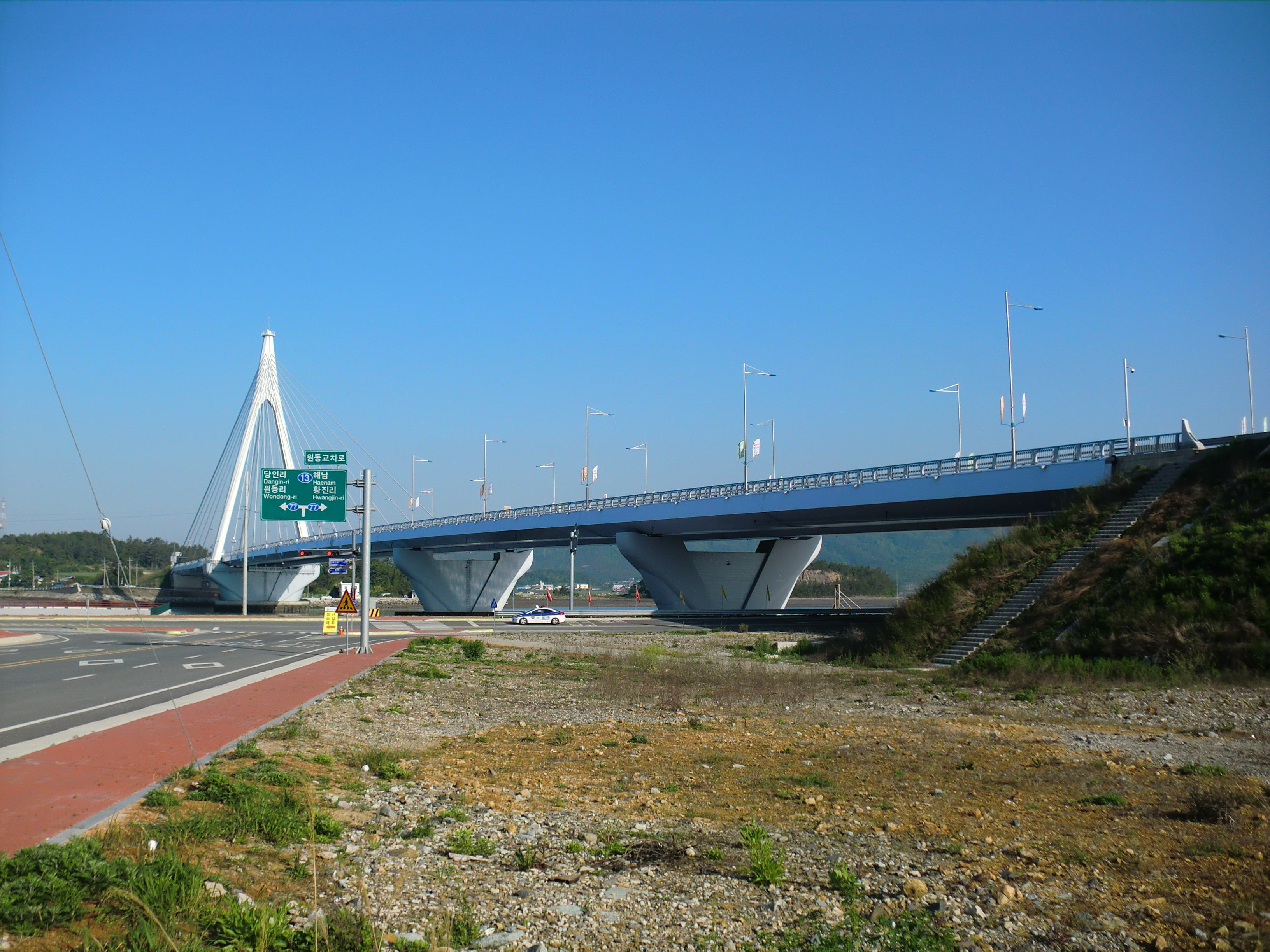
Вантовый мост Вандо
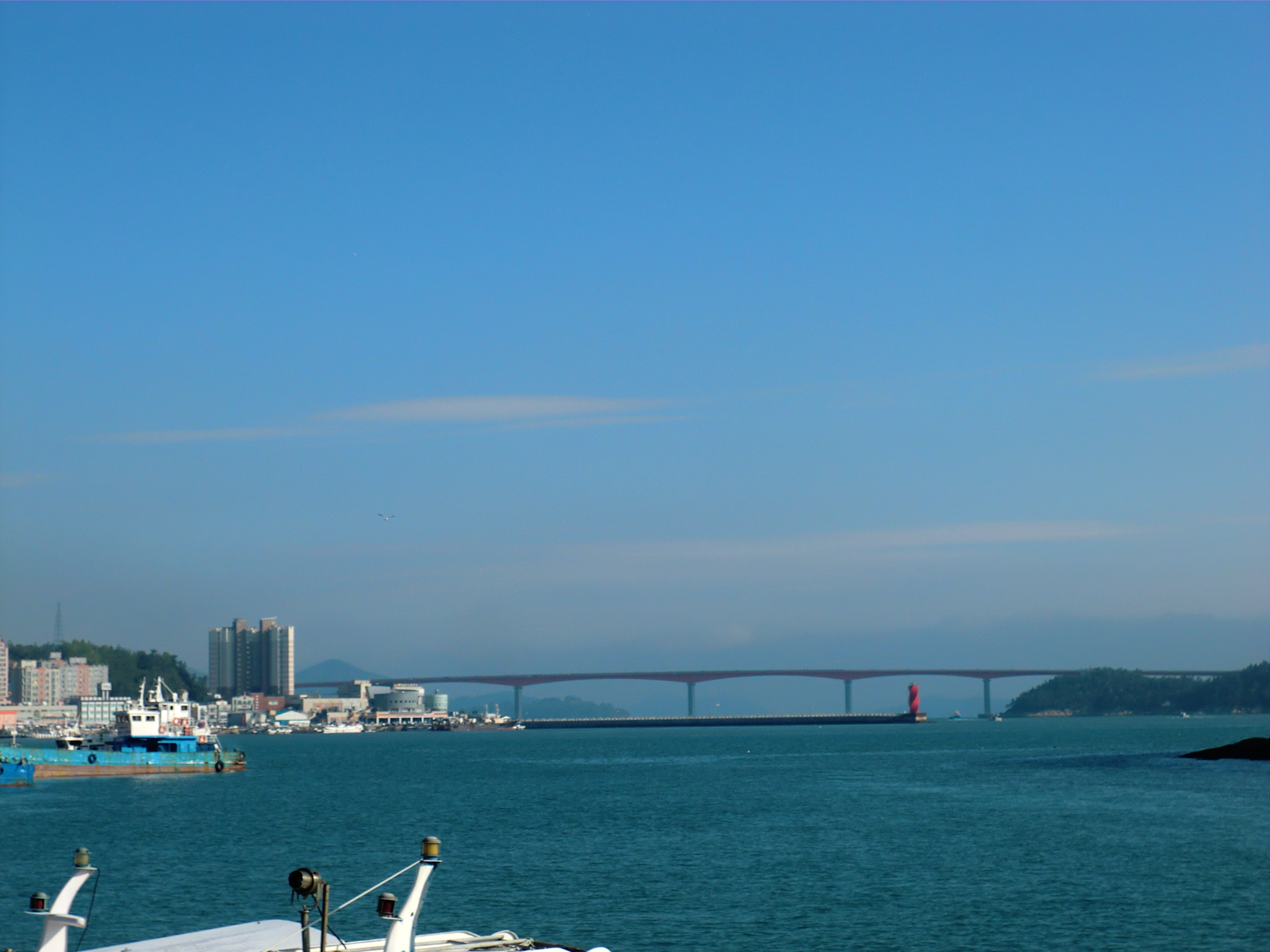
Мост Синджи
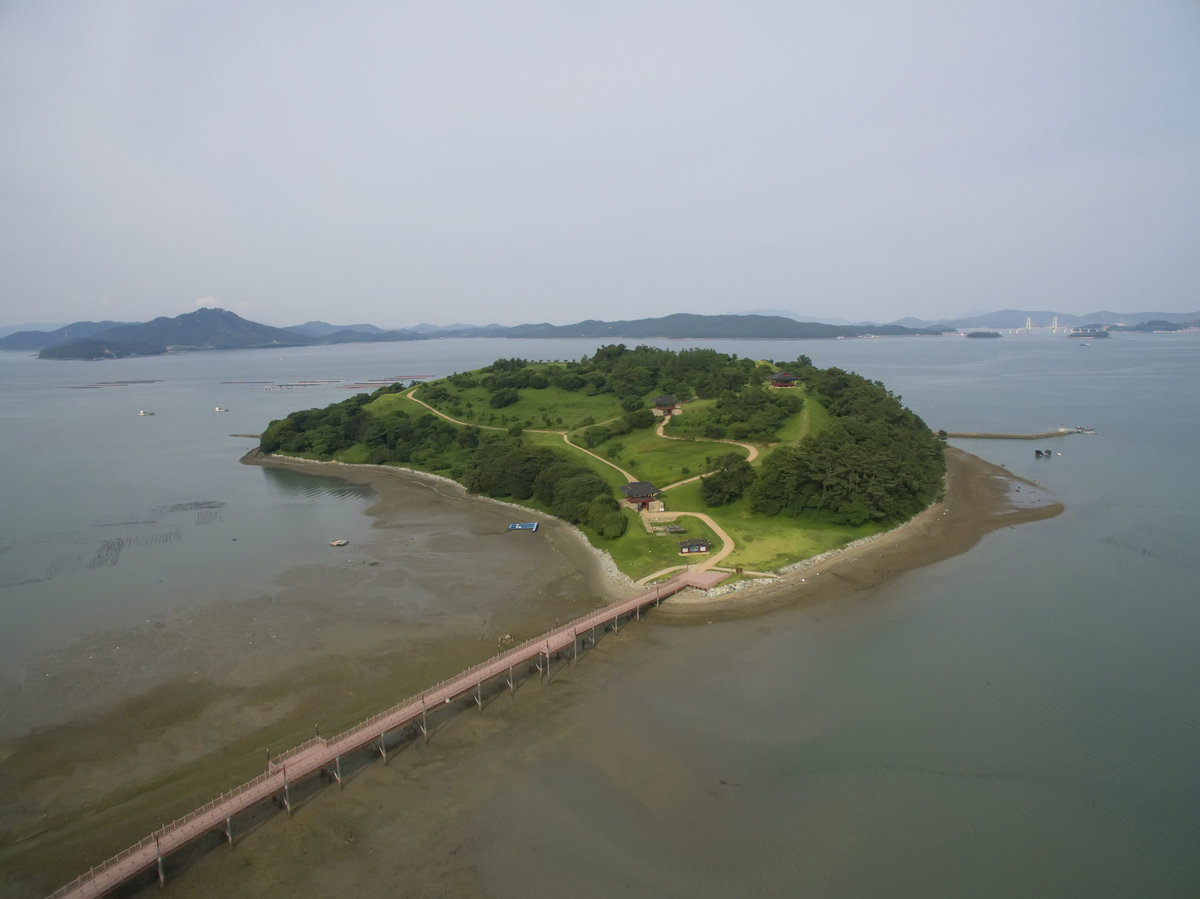
Исторический парк Чхонхэджин на острове Чандо
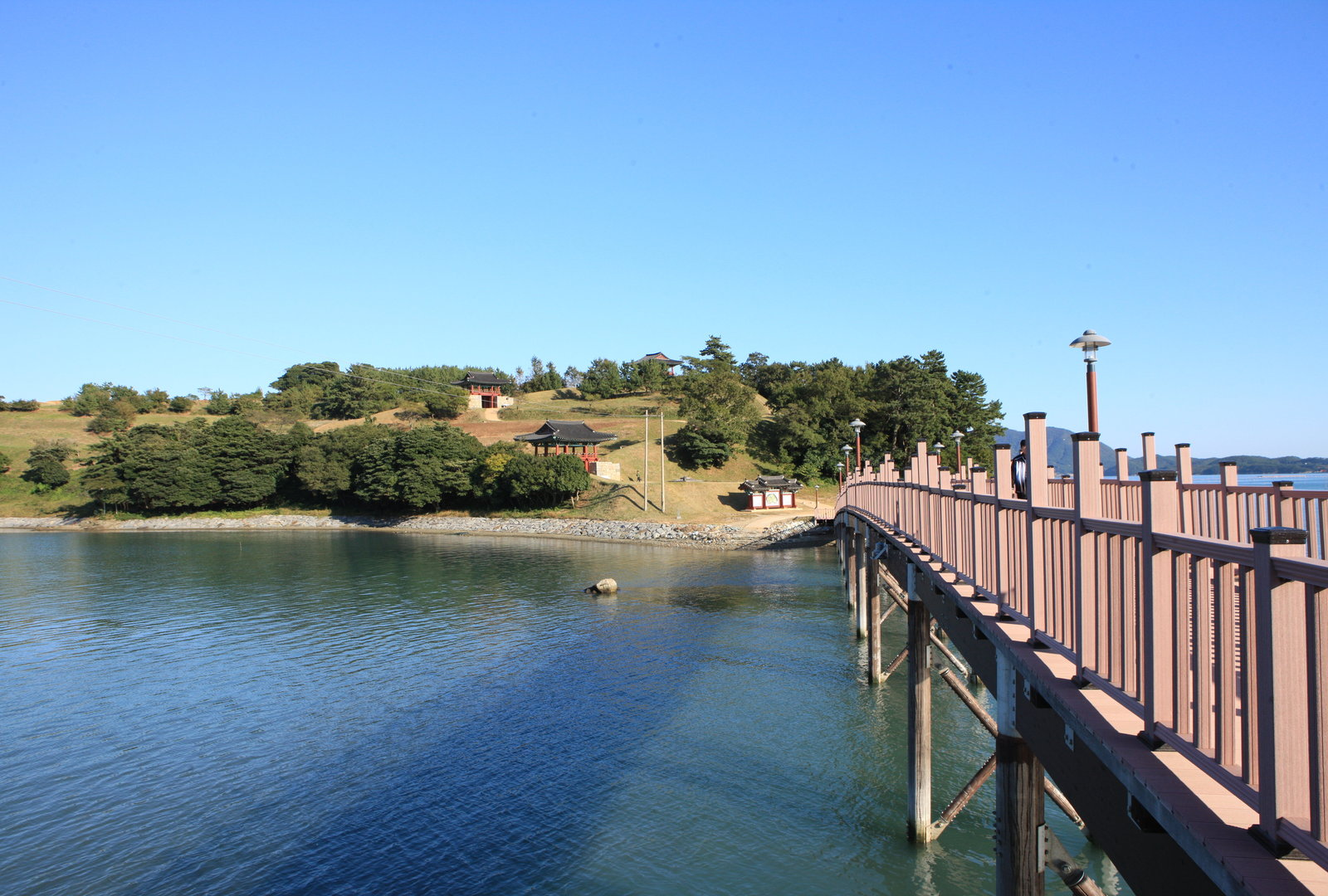
Мост Чандо